# Cleidogona jocassee
Cleidogona jocassee är en mångfotingart som beskrevs av Hoffman 1950. Cleidogona jocassee ingår i släktet Cleidogona och familjen Cleidogonidae. Inga underarter finns listade i Catalogue of Life.